# ادوارد کوبیلینسکی
ادوارد کوبیلینسکی (انگلیسی: Edward Kobyliński؛ ۱۵ ژانویه ۱۹۰۸ – ۷ سپتامبر ۱۹۹۲) قایقران روئینگ اهل لهستان بود.
وی در مسابقات کشوری و بین‌المللی در مجموع برندهٔ ۱ مدال برنز شده‌است.